# Gio Ponti
Pour les articles homonymes, voir Ponti (homonymie).
Gio Ponti (né le 18 novembre 1891 à Milan - mort le 16 septembre 1979 dans la même ville) est un architecte, un designer (créateur), un peintre, un auteur, en enseignant et un directeur de publications italien.
Au cours de sa carrière, qui se déploie sur six décennies, Gio Ponti a réalisé plus d'une centaine de constructions en Italie et dans le reste du monde, et signé un nombre considérable d'objets d'art décoratif et de design mais aussi de mobilier. Grâce à la revue Domus qu'il fonde en 1928 et dirige presque toute sa vie, et à sa participation active au sein d'expositions comme la Triennale de Milan, il fut également l'ardent défenseur d'un art de vivre italien et un protagoniste majeur du renouveau du design italien d’après-guerre. Enseignant de 1936 à 1961 à l’École Polytechnique de Milan, il forme plusieurs générations de designers. Gio Ponti a par ailleurs contribué à la création en 1954 de l'une des récompenses les plus importantes du design : le prix Compasso d'Oro. Gio Ponti meurt le 16 septembre 1979.
Ses œuvres les plus connues sont la Tour Pirelli, construite de 1956 à 1960 à Milan en collaboration avec l'ingénieur Pier Luigi Nervi, la villa Planchart à Caracas et la chaise Superleggera, créée pour Cassina en 1957.

## Biographie

### Premières années
Fils d'Enrico Ponti et de Giovanna Rigone, Gio Ponti nait à Milan en 1891. Ses études d'architecture à l'École polytechnique de Milan sont suspendues pendant la Première Guerre mondiale au cours de laquelle il est capitaine dans le corps des ingénieurs. Il obtient son diplôme en 1921. La même année, il épouse Giulia Vimercati avec qui il aura quatre enfants (Lisa, Giovanna, Letizia et Giulio) et fonde un cabinet d'architectes avec Emilio Lancia et Mino Fiocchi.

### Années 1920
Au début des années 1920, il illustre régulièrement de motifs la revue Emporium.
En 1923, il est nommé directeur artistique de Richard-Ginori, un des plus importants fabricants italiens de porcelaine, pour lequel il renouvelle entièrement le répertoire iconographique en revisitant librement la tradition classique. Il rationalise le système de production des pièces tout en maintenant leur haute qualité d'exécution. Les premières pièces sont présentées à la première Biennale des arts décoratifs de Monza en 1923.

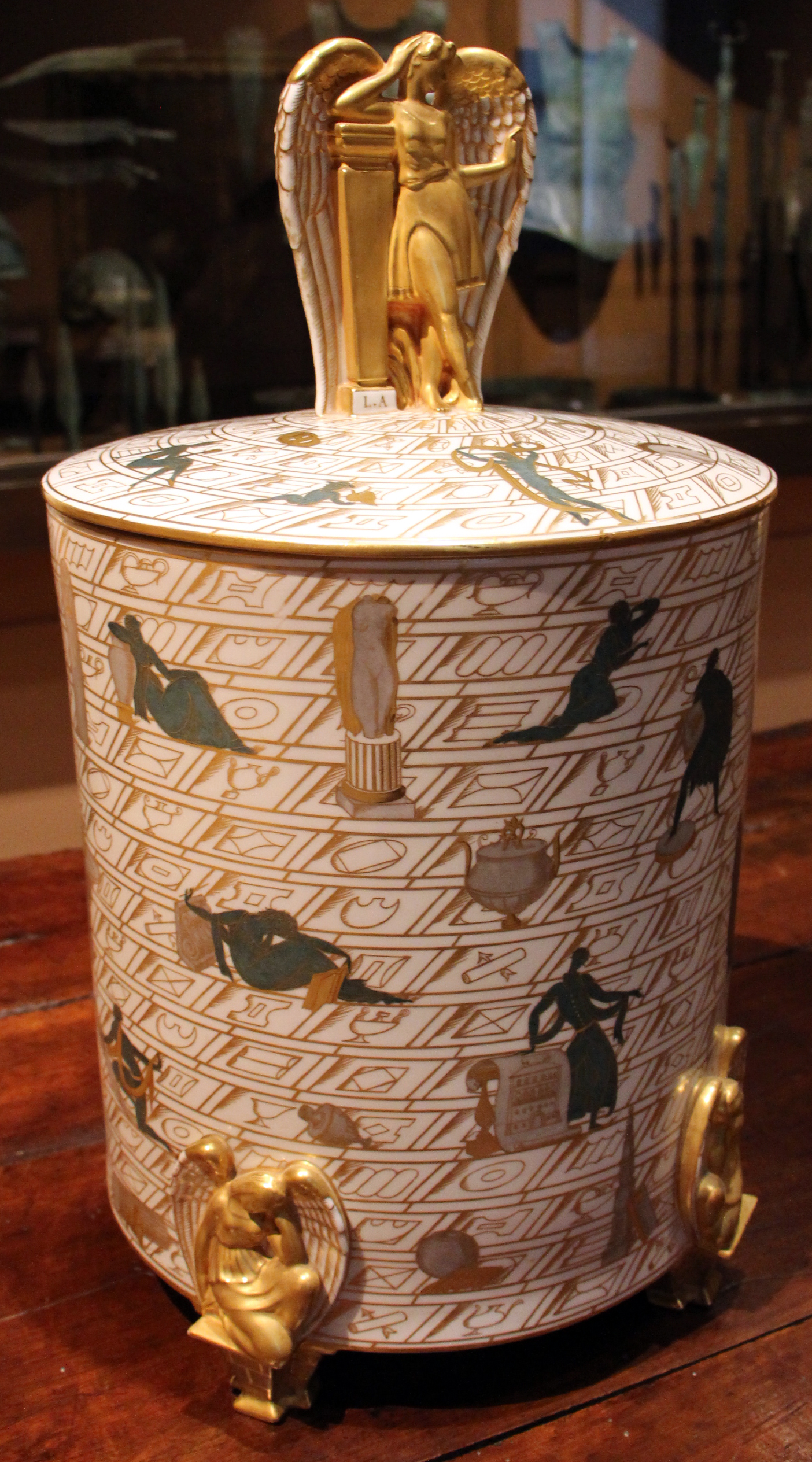
Gio Ponti, La Conversazione classica, ciste pour Richard Ginori, porcelaine émaillée, 1925.

Ses efforts sont couronnés par le grand prix de céramique qu'il obtient à l’Exposition internationale des Arts décoratifs (Expositions universelles de Paris) en 1925. À cette occasion, il se lie d’amitié avec Tony Bouilhet, directeur de la maison d'orfèvrerie Christofle, qui lui confie sa première commande architecturale à l’étranger, avec la construction de L'Ange volant (1926-1928), une maison de campagne située aux abords du golf de Saint-Cloud. Alors qu'il édifie son premier immeuble à Milan, via Randaccio (1925-1926), l'Ange volant est l'occasion pour Gio Ponti d’expérimenter sa conception de la maison à l’italienne, dont il rassemblera les principes dans son ouvrage La Casa all’Italiana publié en 1933.
Dans le domaine des arts décoratifs, Ponti démarre de nombreuses collaborations, notamment avec Christofle, les verriers Venini puis Fontana Arte. Il fonde également le groupe Labirinto, avec entre autres Tomaso Buzzi, Pietro Chiesa, et Paolo Venini qui propose du mobilier en pièce unique réalisé avec des matériaux luxueux ; Parallèlement, il dessine avec Emilio Lancia la collection Domus Nova, des meubles aux lignes simples, produits en série et commercialisés par le grand magasin milanais La Rinascente.
Dès le début de sa carrière, Gio Ponti fait la promotion de la création italienne sous toutes ses formes. De simple participant, il devient en 1927 membre du comité de direction des biennales de Monza, où il défend le rapprochement entre l’artisanat et l’industrie. Grâce à son implication, la Biennale connaît un formidable développement : déplacée à Milan en 1933, rebaptisée Triennale d’art et d’architecture moderne, elle devient un lieu privilégié d’observation de l’innovation au niveau international.
Mais c’est au sein de la nouvelle revue pluridisciplinaire d'art, d'architecture et d'aménagement intérieur Domus, qu'il fonde en 1928 avec l’éditeur Gianni Mazzochi et qu’il dirige presque toute sa vie, qu’il diffuse au mieux ses idées. Cette revue a pour ambition de documenter toutes les formes d’expression artistique afin de stimuler la création par un regard critique indépendant. Miroir de l’actualité architecturale et des arts décoratifs, elle fait découvrir aux lecteurs italiens le mouvement moderniste et des créateurs comme Le Corbusier, Ludwig Mies van der Rohe, Jean-Michel Frank ou Marcel Breuer. Un peu plus tard, Ponti sensibilise le public au travail de Charles Eames ou encore à celui du décorateur Piero Fornasetti avec qui il réalise de nombreux projets. Au fil des ans, la revue s'internationalise et joue un rôle important dans l’évolution du design et de l’architecture italiens et internationaux. Encore publiée aujourd'hui, Domus constitue une référence dans les domaines de l'architecture et du design.

### Années 1930 et 1940
Les années 1930 est une période d'activité intense pour Gio Ponti dans le domaine de l'architecture où l'architecte déploie tous azimuts de nombreux projets, notamment dans sa ville natale de Milan. Il amorce un tournant moderniste avec la construction de la chapelle funéraire Borletti en 1931. En la dépouillant de tout ornement, Ponti s’oriente vers une simplification formelle où il cherche à faire coïncider style et structure. Les dix Case tipiche (maisons typiques) construites à Milan entre 1931-1938 se rapprochent elles aussi du modernisme rationaliste tout en conservant les traits propres aux maisons méditerranéennes (balcons, terrasses, loggias et pergolas). Spacieuses, équipées et réalisées avec des matériaux modernes, elles répondent aux exigences de la nouvelle bourgeoisie. La construction de l’immeuble Rasini (1933-1936) avec ses toits-terrasses, marque la fin de sa collaboration avec Emilio Lancia. Il s'associe ensuite aux ingénieurs Antonio Fornaroli et Eugenio Soncini.
Toujours à Milan, la tour Littoria (aujourd’hui tour Branca), haute de 108 mètres et surmontée d'un restaurant panoramique, est érigée en 1933 à l’occasion de la Ve Triennale d’arts décoratifs qui inaugure son nouveau siège construit par Giovanni Muzio. Avec le premier immeuble de bureaux du groupe de chimie Montecatini (1935-1938), pour lequel il utilise des techniques de pointe et des matériaux produits par la firme, afin de refléter l’esprit d’avant-garde de l’entreprise, Ponti conçoit, à une échelle inédite (les bureaux abritaient 1 500 postes de travail), un bâtiment dans ses moindres détails, de l’architecture au mobilier.
Ponti participe aussi au projet d’agrandissement de la nouvelle cité universitaire de Rome piloté par l’urbaniste Marcello Piacentini en concevant l’école de mathématiques (1932-1935). Il opte pour des espaces lumineux et fonctionnels aux lignes simples, dont un bâtiment en éventail qui abrite trois amphithéâtres. Un autre chantier l'occupe de 1934 à 1942, celui de l'université de Padoue avec la construction et l'aménagement intérieur de la nouvelle faculté de lettres de l'université de la ville, il Liviano (1934-1940), puis la direction artistique et l'aménagement intérieur de l'Aula Magna, de la basilique et du rectorat du Palazzo Bo. Vers la fin des années 1930, Gio Ponti approfondit ses recherches sur l'habitat méditerranéen en collaborant avec l'écrivain et architecte Bernard Rudofsky (en). Ensemble, ils imaginent en 1938 l'Albergo nel bosco sur l’île de Capri, un hôtel conçu comme un village de maisons-chambres, toutes uniques et disséminées dans le paysage.
Dans le domaine des arts décoratifs, si Ponti poursuit la conception d'un mobilier de luxe en pièce unique destiné à meubler des intérieurs spécifiques, il encourage aussi la promotion d’une production en série de qualité. En 1930, il crée pour le verrier Fontana des meubles et des luminaires et puis devient en 1933, avec Pietro Chiesa, directeur artistique de la filiale Fontana Arte, au sein de laquelle il conçoit notamment une lampe cylindrique cernée de disques de cristal et de miroirs.
Au tournant des années 1940, les projets architecturaux se poursuivent dans un premier temps pour Ponti, avec la construction de la clinique Columbus (1939-1949), mais surtout l'aménagement du Palazzo Bo à l'université de Padoue où il réalise une fresque monumentale dans l'escalier menant au rectorat. À partir de 1943, en raison de la Seconde Guerre mondiale, son activité d'architecte ralentit. Cette période correspond à une phase de réflexion où Ponti se consacre à l'écriture et à la conception de décors et costumes pour le théâtre et l'opéra comme Pulcinella d’Igor Stravinsky pour le théâtre de la Triennale en 1940, ou Orfeo ed Euridice de Christoph Willibald Gluck pour la Scala de Milan en 1947. Il projette aussi une adaptation cinématographique de la pièce de Luigi Pirandello, Enrico IV, pour Louis Jouvet et Anton Giulio Bragaglia.
À la fin de l'année 1940, Ponti quitte la revue Domus. Il fonde l'année suivante la revue Stile, une revue d’architecture, d’art et de mobilier, qu’il dirige jusqu’en 1947 et dans laquelle il signe plus de 400 articles.
Dans les années 1940 et au début de la décennie suivante, Ponti se tourne vers des créations uniques qui mettent en valeur les savoir-faire d’artisans d’exception. Avec l'artiste et émailleur Paolo De Poli, ils donnent naissance à des panneaux émaillés, et à du mobilier aux couleurs vives. En 1956, ils imaginent un bestiaire imaginaire et coloré, des objets décoratifs légers comme du papier découpé et plié. D’autres collaborations voient le jour, notamment avec les frères Dal Monte spécialisés dans la réalisation d'objets en papier mâché, le céramiste Pietro Melandri, la manufacture de porcelaine Richard-Ginori ou encore la verrerie Venini de Murano. De 1946 à 1950, il conçoit pour ce verrier de nombreux objets : bouteilles, carafes, lustres, dont un chandelier multicolore. Les bouteilles évoquent des corps féminins stylisés. C'est aussi en 1940 qu'il commence à travailler avec le décorateur et designer Piero Fornasetti. Cette fructueuse collaboration, au cours de laquelle ils conçoivent du mobilier et de nombreux intérieurs où l'ornement et la fantaisie prédominent (Palazzo Bo à Padoue - 1940, pâtisserie Dulcioria à Milan - 1949, casino de Sanremo - 1950, paquebots Conte Grande - 1949 et Andrea Doria - 1950, etc.), s'étend sur deux décennies.

### Années 1950
Avec le chantier de la reconstruction et l'émergence du boom économique, les années 1950 sont une période foisonnante pour Gio Ponti. En 1948, il retrouve la direction de Domus qu'il assurera jusqu'en 1979. Sa fille Lisa Licitra Ponti rejoint bientôt l'équipe éditoriale. La revue s'internationalise et la réouverture des frontières incite à la confrontation avec des univers culturels et visuels différents. Ponti entreprend alors de nombreux voyages à l'étranger. Grâce à son implication active dans de nombreuses expositions, il s’impose comme un acteur majeur du développement du design d'après-guerre et du « Made in Italy ». Au début de la décennie, il participe aussi au réaménagement et la décoration intérieure de plusieurs paquebots italiens (Conte Grande et Conte Biancamano, 1949, Andrea Doria et Giulio Cesare, 1950, Oceania, 1951), vitrines des savoir-faire de son pays.
Les constructions se poursuivent à Milan. En 1952, il fonde une nouvelle agence avec Antonio Fornaroli et son gendre Alberto Rosselli. Ce vaste hangar est conçu comme un laboratoire d'architecture, un espace d'expositions et de présentation d’études et de maquettes. Il a hébergé un temps la direction de Domus. Non loin de là, via Dezza, Ponti construit un immeuble d’habitation de neuf étages, qui a abrité l’appartement familial. De 1950 à 1955, il pilote avec les architectes Luigi Figini et Gino Pollini le projet d’urbanisme du quartier de logements sociaux Harar-Dessiè à Milan. Pour cet ensemble, il conçoit deux immeubles aux profils fortement colorés, dont un en collaboration avec l'architecte Gigi Gho. Enfin, avec l'aide de l'ingénieur Pier Luigi Nervi, spécialiste du béton précontraint qui le conseille sur la structure, il construit avec son équipe la tour Pirelli (1956-1960). Face à la gare centrale de Milan, ce gratte-ciel de 31 étages et haut de 127 mètres accueillait le siège de Pirelli, une société spécialisée dans les pneumatiques et les articles en caoutchouc. Il devient au moment de son inauguration, et pour quelques mois, l’édifice le plus haut d’Europe. Avec la tour Galfa de Melchiorre Bega (it) (1956-1959) et la tour Velasca (1955-1961) du groupe BBPR, ce gratte-ciel transforme durablement le paysage de Milan.
Mais Ponti se fait désormais connaître à l'international où les commandes se multiplient, avec des réalisations au Venezuela, en Suède, en Irak et des projets au Brésil. Aux États-Unis, il participe à l’exposition Italy at Work, au musée de Brooklyn en 1950, et crée du mobilier pour les éditeurs Singer & Sons et Altamira, des couverts pour Reed & Barton. À New York, il aménage l'agence de la compagnie aérienne Alitalia (1958) sur la Cinquième Avenue et se voit confier la construction de l’auditorium de 250 places du Time-Life building (1959). À Caracas, Ponti dispose d'une grande liberté pour accomplir un de ses chefs-d’œuvre : la villa Planchart (1953-1957), une maison conçue à la manière d’une œuvre d’art totale sur les hauteurs de la capitale, immergée dans un jardin tropical. Imaginée comme une sculpture abstraite à grande échelle, elle se parcourt de l’intérieur en une séquence ininterrompue de points de vue où la lumière et la couleur prédominent. À l'extérieur, les murs sont comme des écrans suspendus qui définissent l’espace de la maison. De nuit, un système d’éclairage souligne ses contours. Tous les matériaux, mais aussi l'ensemble du mobilier, choisis ou dessinés par Ponti, ont été acheminés par bateau depuis l'Italie. À quelques kilomètres de là, Ponti conçoit pour Blanca Arreaza, la Diamantina (1954-1956), appelée ainsi en raison des carreaux en pointe de diamant qui recouvrent partiellement sa façade. Cette villa a depuis été détruite.

Architectures conçues par Gio Ponti. photographies de Paolo Monti (Fonds Paolo Monti, BEIC)
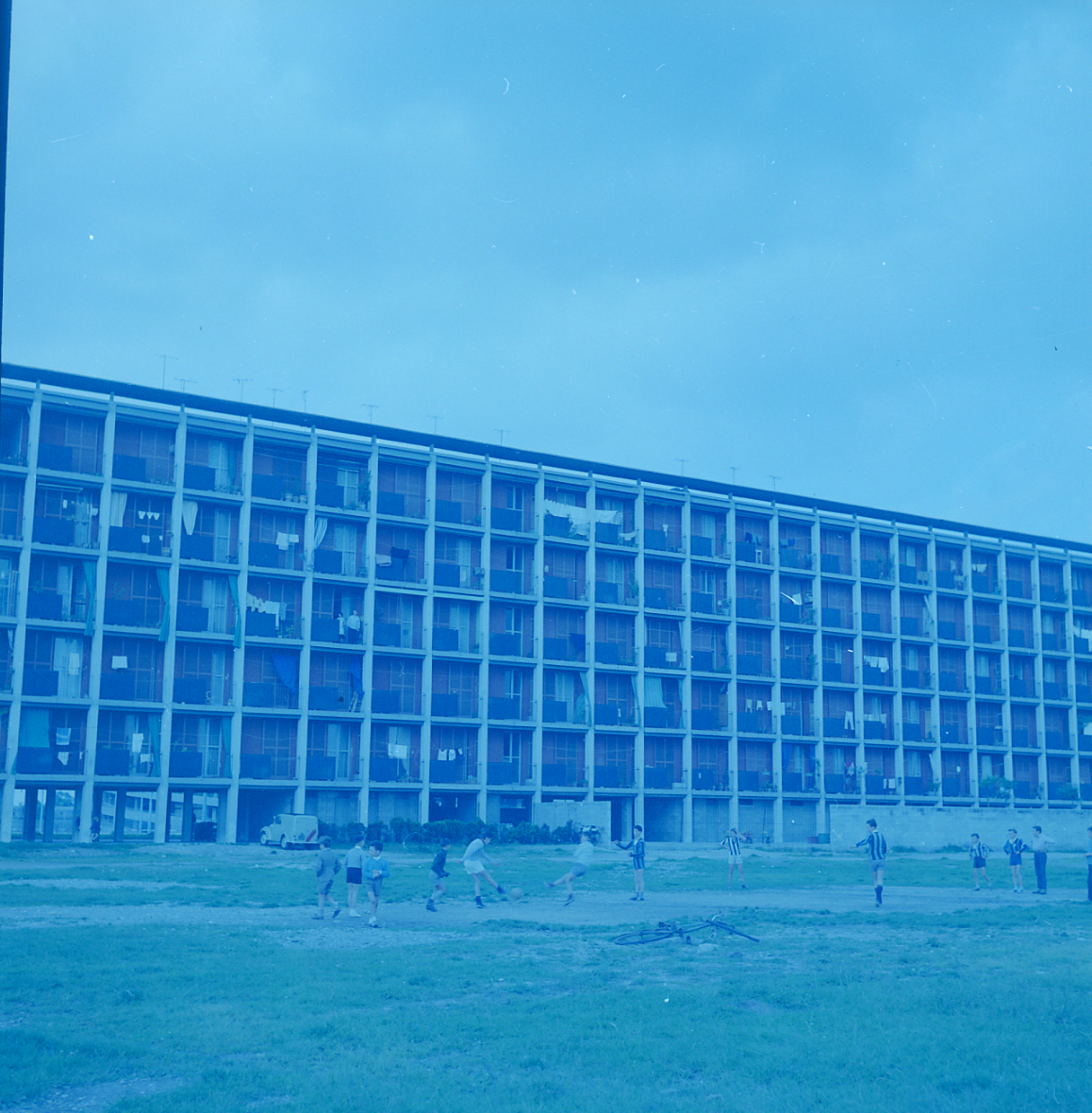
Quartier Harar-Dessiè, Milan (1950-1955).
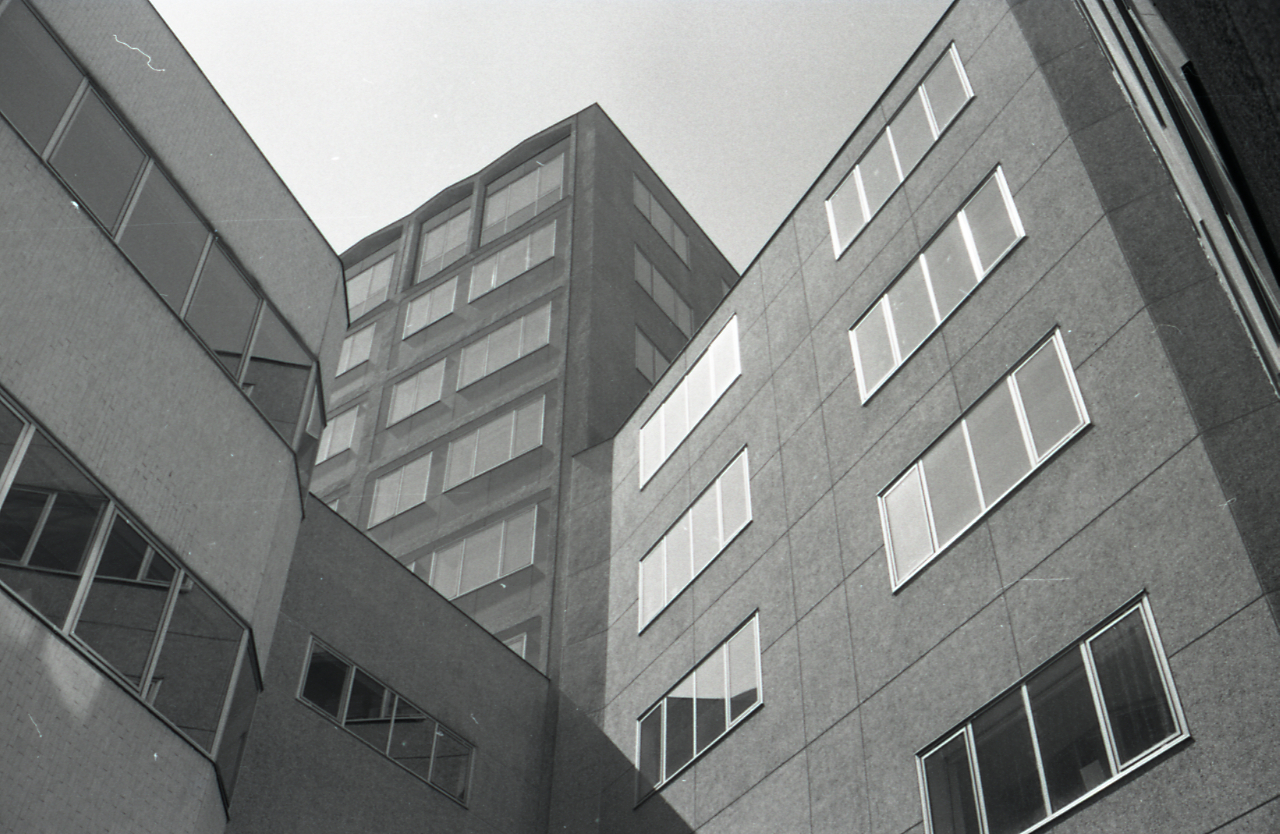
RAS complex, Milan (1956-1960).

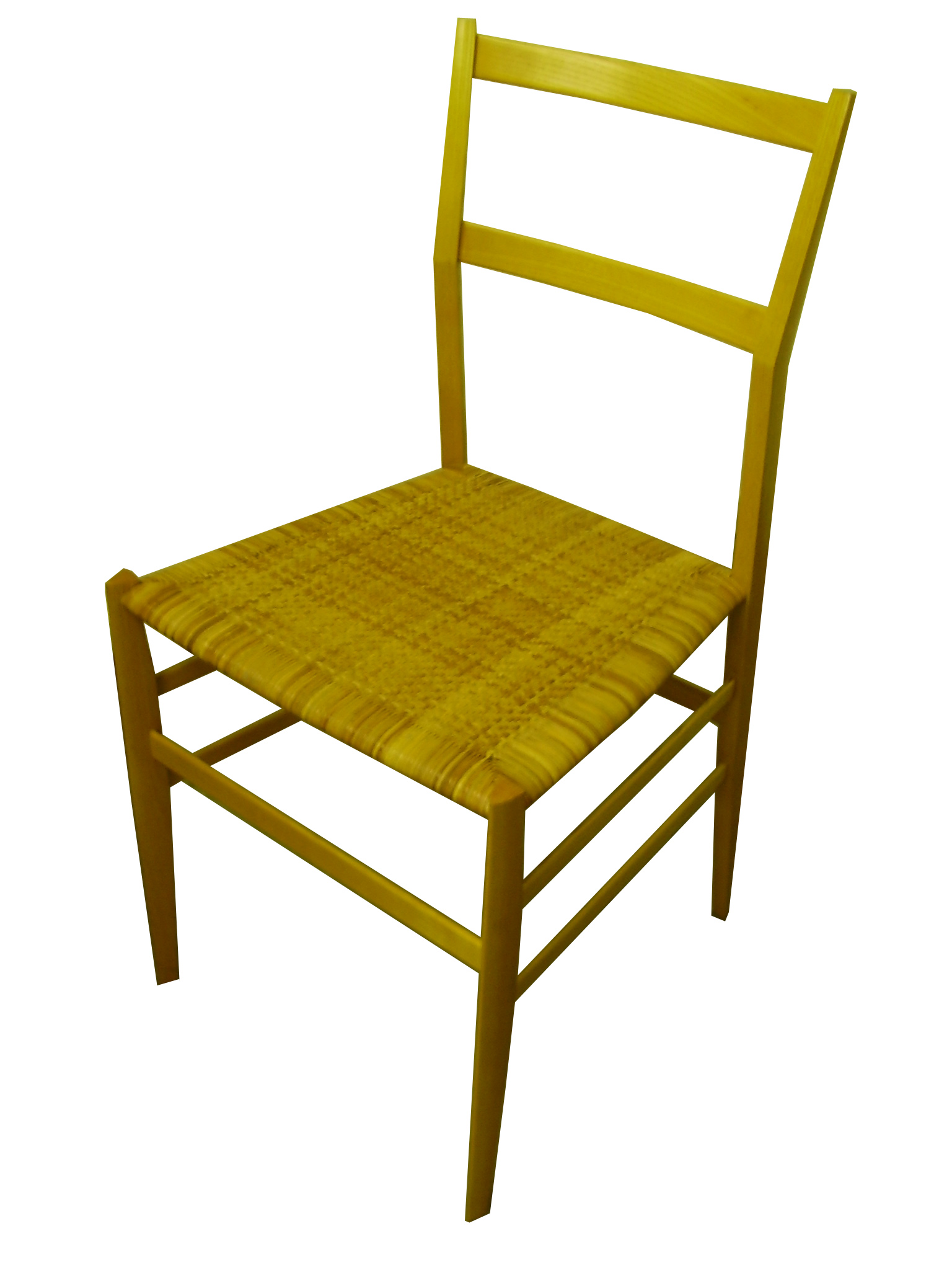
Chaise Superleggera, produite par Cassina à partir de 1957.

En matière d'aménagement intérieur, Ponti multiplie les inventions et privilégie les solutions multifonctions ; il aménage en 1951 pour la Triennale de Milan une chambre d’hôtel idéale dans laquelle il présente une tête de lit « tableau de bord » composée de tablettes, dont certaines mobiles et de boutons de commandes pour l'électricité ou la radio. Il applique ensuite cette solution aux espaces domestiques et aux bureaux, avec ses "parois organisées". Viennent ensuite les « fenêtres aménagées », pour le fabricant Altamira notamment et qu'il utilisera pour son appartement via Dezza. Avec la « fenêtre aménagée » devient un mur transparent traversé de trames verticales et horizontales qui permettent d’aménager des étagères, des bibliothèques et des cadres. Elles assurent ainsi une transition entre l'intérieur et l'extérieur. Cette invention est complétée les meubles auto-illuminés.
Parallèlement, dans l'univers du mobilier et du design, Ponti cherche à faire coïncider exigence esthétique et fonction avec, en 1948, une machine à expresso Cornuta pour La Pavoni, aux formes aérodynamiques et dont le corps de chauffe est disposé pour la première fois à l'horizontale, et la machine à coudre Visetta pour Visa en 1949. Le designer milanais déploie une création prolifique : textiles pour JSA, poignées de porte pour Olivari, une gamme de sanitaires pour Ideal Standard, couverts pour Krupp Italiana et Christofle, luminaires pour Arredoluce et meubles pour le grand magasin suédois Nordiska Kompaniet. De sa fructueuse collaboration avec Cassina, les chaises Leggera et la Superleggera, les fauteuils Distex, Round, Lotus et Mariposa figurent aujourd'hui parmi les classiques du design italien. En 1957, la chaise Superleggera conçue pour Cassina (rééditée à partir de 2017) , arrive sur le marché. Partant du modèle traditionnel de chaise, originaire du village de Chiavari en Ligurie, il en élimine tout poids et matière superflus et assimile autant que possible la forme à la structure, pour obtenir une silhouette moderne pesant seulement 1,7 kg. Certains de ses meubles ont été réédités par Molteni&C en 2012.
Dans Amate l'architettura (Aimez l'architecture), son ouvrage phare publié en 1957, Ponti définit l’expression d’une forme achevée (la forma finita) simple, légère, qui n’admet aucune possibilité de prolongement, d’ajout, de répétition ou de superposition. Ce concept s'applique aussi bien en architecture qu'en art ou en design. Il est symbolisé par la figure hexagonale du diamant que Ponti décline dans de nombreuses réalisations.

Sélection d'objets d'art et de design conçus par Gio Ponti
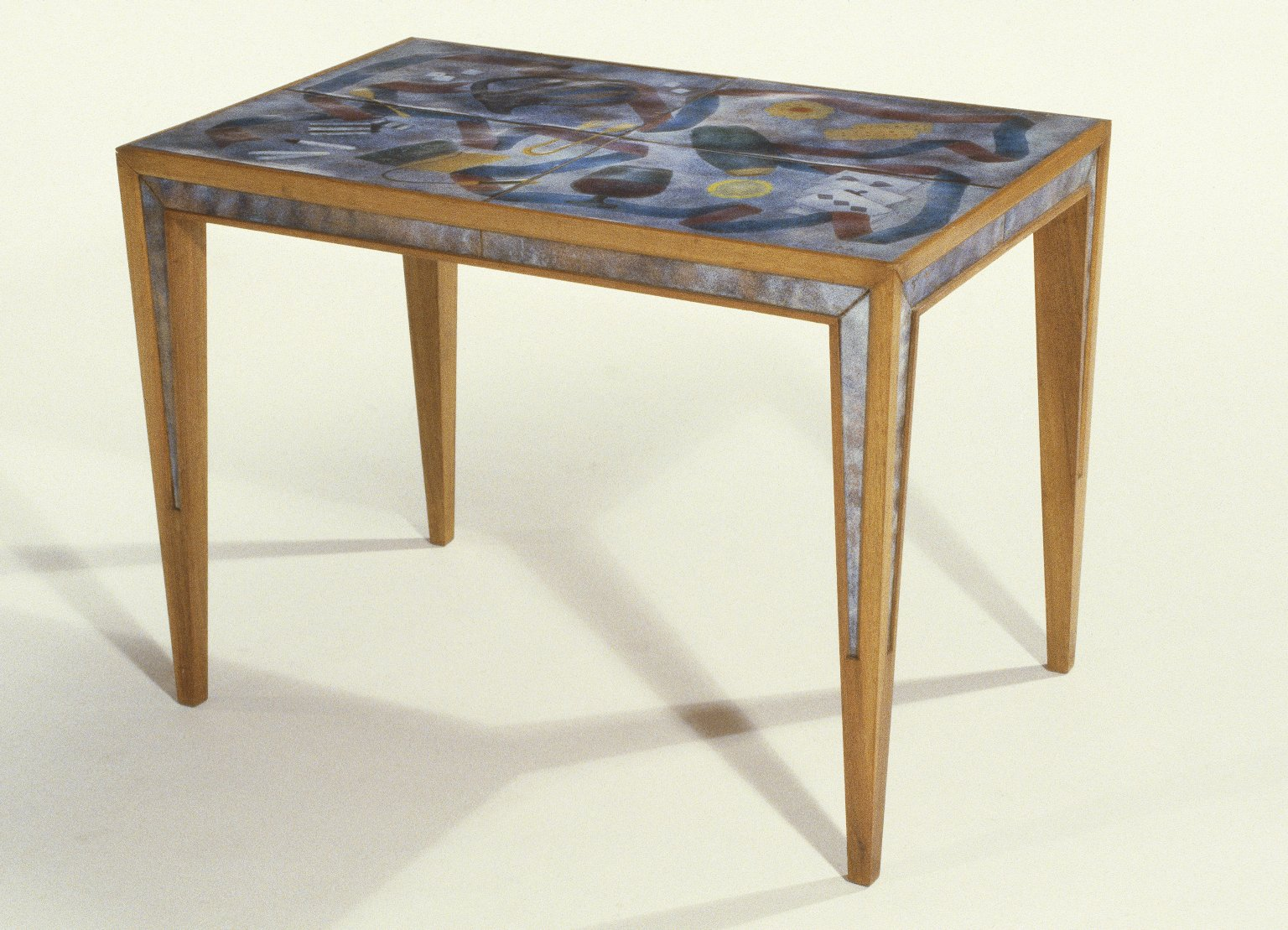
Table, réalisée en collaboration avec Paolo De Poli, bois et émail sur cuivre, vers 1942, Brooklyn Museum, don du Gouvernement italien.
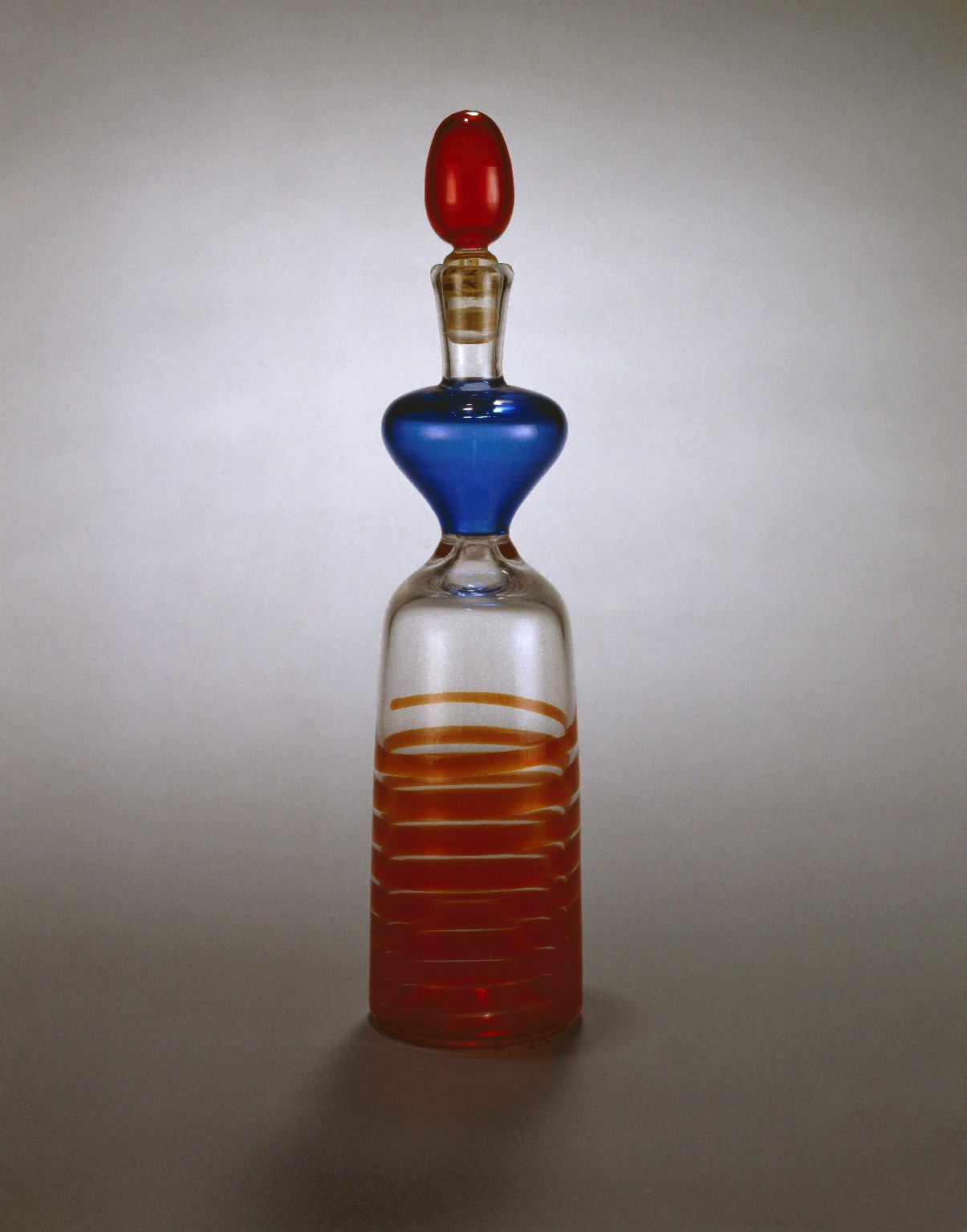
Bouteille, verre, pour Venini, vers 1949, Brooklyn Museum, don du Gouvernement italien.
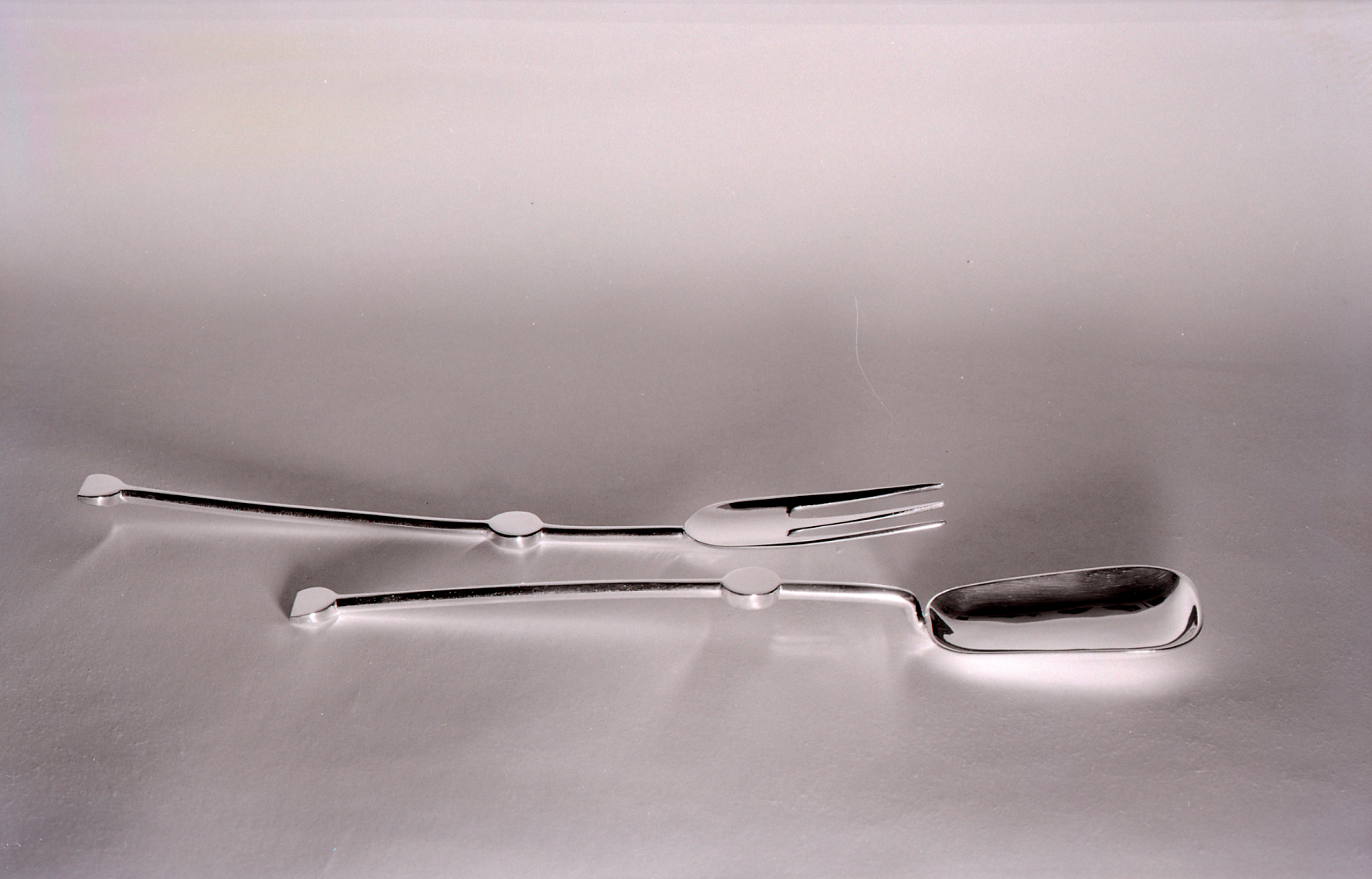
Cuillère et fourchette à dessert, en collaboration avec Lino Sabattini, photo 1963 par Paolo Monti.
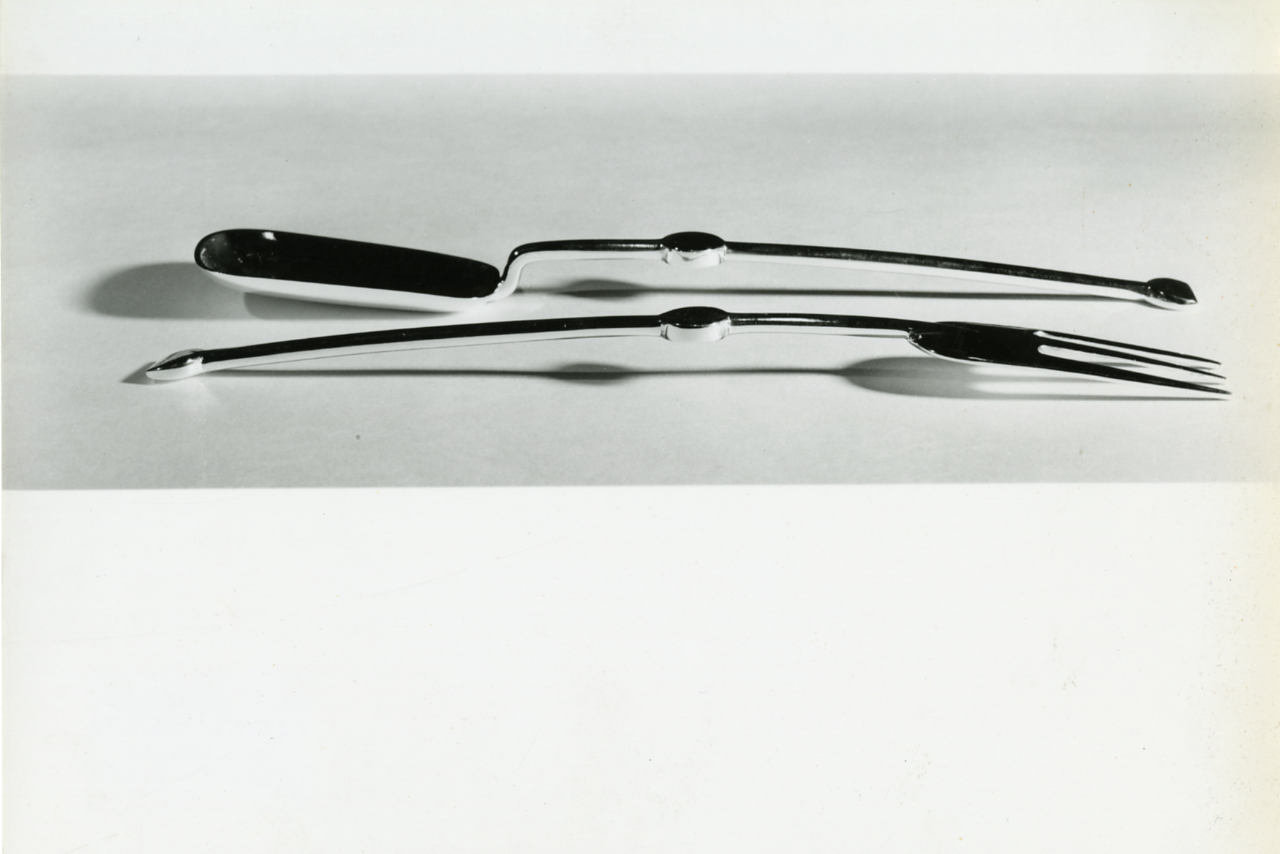
Couverts, 1955-1958 ca, photographie Paolo Monti.
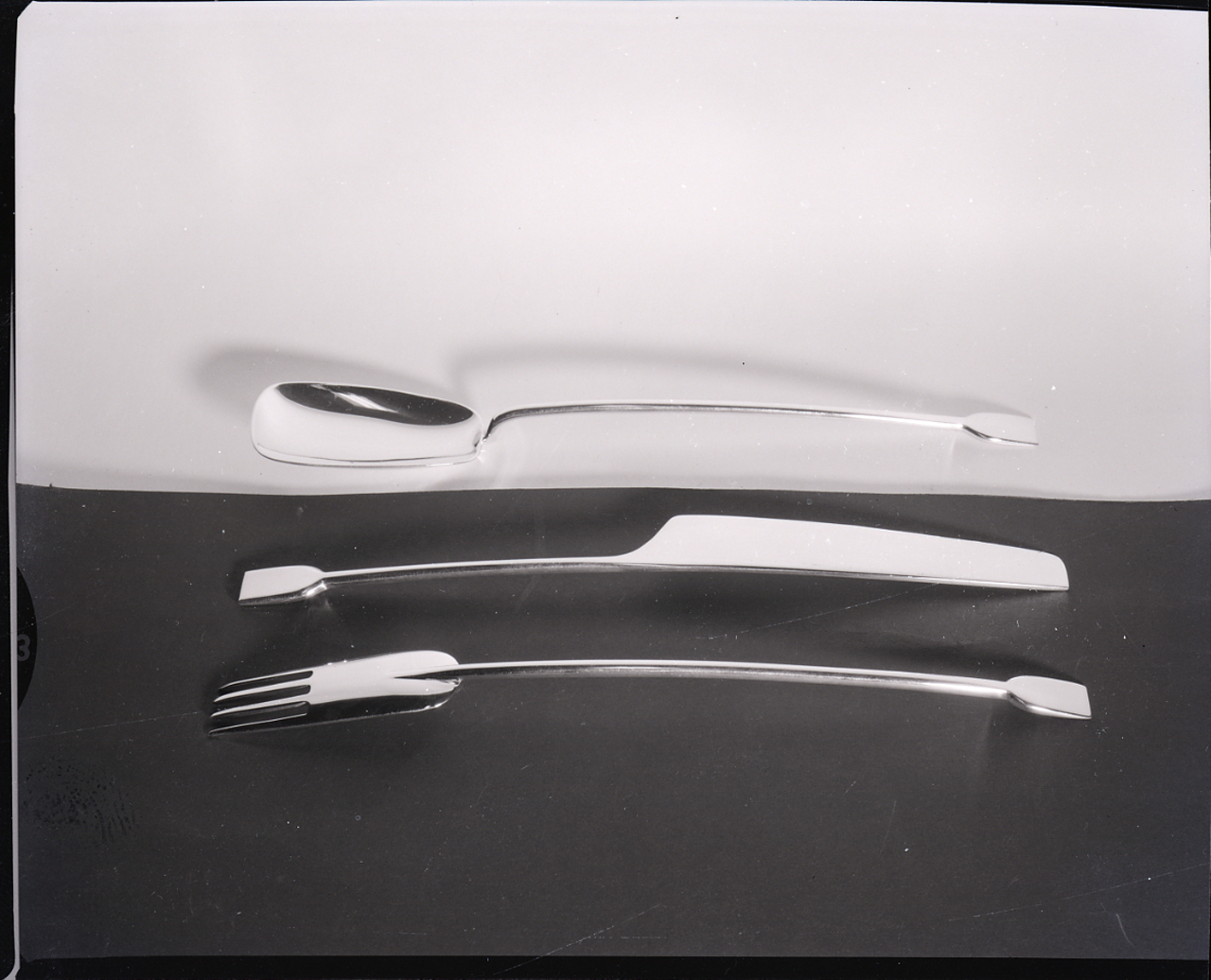
Couverts, 1955-1960 ca, photographie Paolo Monti.
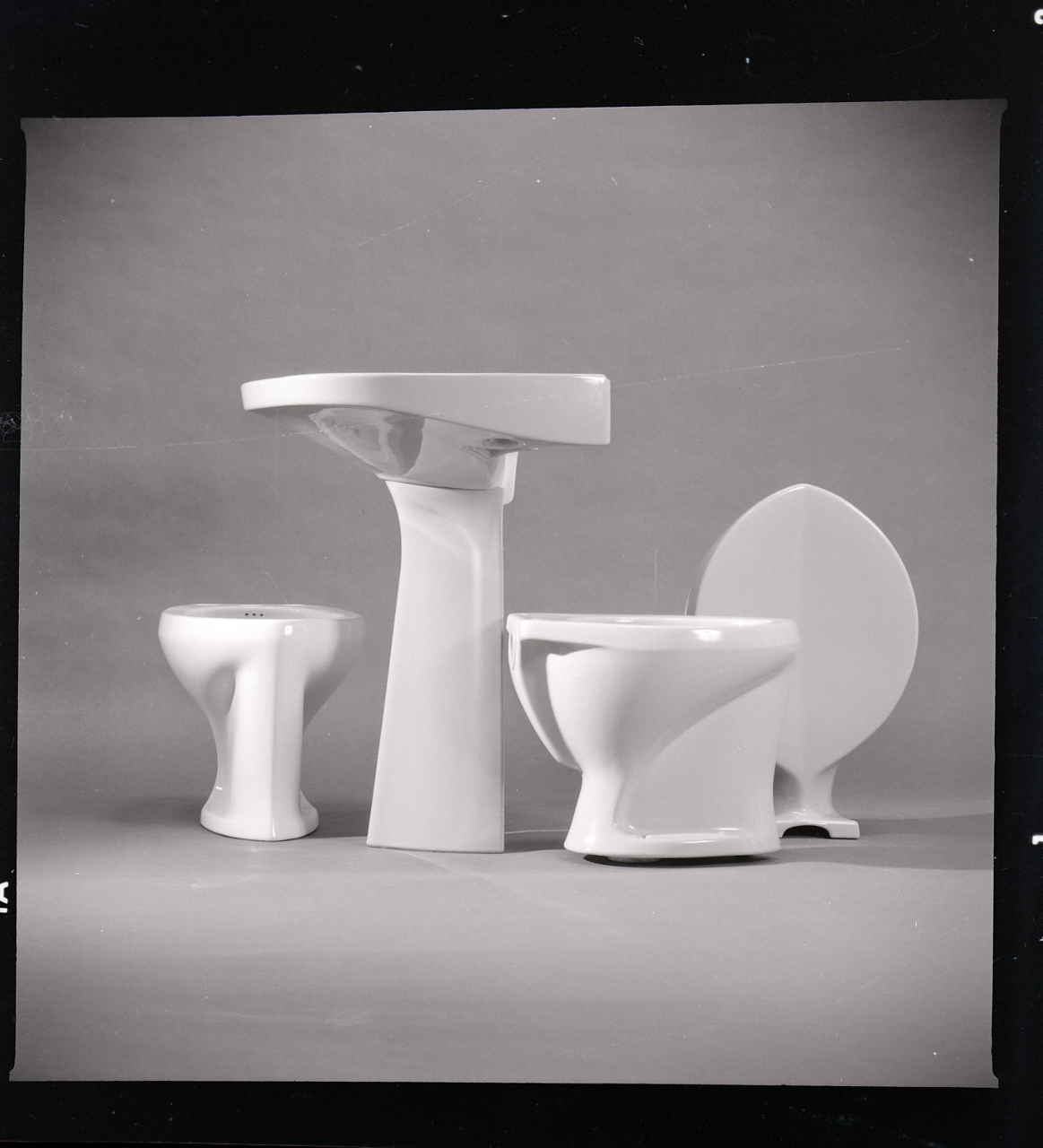
Sanitaires pour Ideal Standard, porcelaine, 1954 ca, photographie, Paolo Monti.

### Années 1960 et 1970
Les années 1960 et 1970 sont dominées par des projets architecturaux d’envergure internationale. Ponti étend son rayonnement jusqu’à Téhéran, Islamabad et Hong Kong, et met au point des solutions pour mettre en scène ses architectures : les façades de ses édifices s’allègent et semblent se détacher comme des écrans suspendus. Avec l’église San Francesco al Fopponino à Milan (1961-1964), il réalise sa première façade perforée d’ouvertures hexagonales. Le ciel et la lumière deviennent alors les protagonistes de son architecture. Cette théâtralité est renforcée par l’omniprésence de la céramique dont il réinvente les usages en extérieur comme en intérieur. En collaboration avec la firme milanaise Ceramica Joo, il crée des carreaux en pointe de diamant aux qualités réfléchissantes avec lesquels il anime la plupart de ses façades (Villa Arreaza à Caracas, 1954-1956, Villa Nemazee à Téhéran, 1957-1964, grands magasins Shui Hing à Hong Kong, 1963, église de l’hôpital San Carlo Borromeo, 1964-1967 et immeuble Montedoria, 1964-1970 à Milan). Avec la société Ceramica D’Agostino, il développe des carrelages aux motifs bleus et blancs ou verts et blancs qu’il s’amuse à combiner pour l’aménagement des hôtels Parco dei Principi de Sorrente (1960) de Rome (1961-1964). Il offre aux lecteurs de Domus les plans détaillés d’une maison circulaire baptisée Le Scarabée sous une feuille (1964). Cette petite construction ovale est entièrement revêtue de carreaux de céramique blancs et verts, en intérieur comme en extérieur, toiture comprise. Son enveloppe doit refléter le paysage environnant et s’y fondre, à la manière de la carapace d’un coléoptère. En 1966, le collectionneur Giobatta Meneguzzo construit sa version du Scarabée sous une feuille dans la province de Vicence et confie l’aménagement intérieur à Nanda Vigo. Avec les magasins Bijenkorf à Eindhoven aux Pays-Bas (1966-1969), Ponti propose une autre solution, en créant pour un bâtiment existant une façade carrelée. Modulaire, elle s’anime grâce à la disposition irrégulière d’ouvertures aux formes variées. Cette surface se transforme en un écran lumineux la nuit. Face au bâtiment, il conçoit une place vivante où les habitants peuvent se retrouver et se reposer sur des sculptures construites à cet effet. Ponti approfondit par ailleurs sa réflexion sur le gratte-ciel avec un projet de tours triangulaires et colorées (1967-1969).
Dans les dernières années de son existence, Gio Ponti est plus que jamais en quête de transparence et de légèreté. Il envisage dorénavant ses façades comme des feuilles de papier pliées et perforées de formes géométriques. Cette décennie commence avec l’inauguration en 1970 de la cathédrale de Tarente, un bâtiment blanc de plan rectangulaire surmonté d’une immense voile de béton constellée d’ouvertures. En 1971, il participe à la construction du Denver Art Museum, dans le Colorado, en s’occupant de l'enveloppe extérieure du bâtiment. Il participe également au projet de Plateau Beaubourg à Paris en proposant en 1971 de modeler un axe dans la capitale reliant les pavillons Baltard des Halles au futur centre Georges-Pompidou par un « jardin » d’art.
Porté par son enthousiasme pour la création de son époque, Gio Ponti multiplie les événements en Italie comme à l’étranger.  À partir de 1964, il organise dans le show room d’Ideal Standard à Milan, une série d’expositions Espressioni autour d’une nouvelle génération de talents comme Ettore Sottsass, Bruno Munari, Achille Castiglioni, Nanda Vigo, Enzo Mari ou encore les artistes Lucio Fontana et Michelangelo Pistoletto. C'est aussi à cette époque qu'il se lie d'amitié avec le critique d'art Pierre Restany qui devient un contributeur régulier de la revue Domus. Ponti coordonne ensuite les éditions italiennes et européennes des expositions de design Eurodomus dont l’exposition Formes italiennes en 1967 aux Galeries Lafayette à Paris. Eurodomus 2 à Turin en 1968, est l’occasion pour Ponti de présenter un modèle de métropole, Autilia, pour laquelle il imagine un système de circulation continue de véhicules. L’historien d’art Nathan Shapira, son élève et disciple, organise cette même année, avec le concours de Ponti, sa première exposition rétrospective qui voyage pendant deux ans aux États-Unis.
Dans le domaine du design, de nombreux modèles voient le jour, comme des sièges avec le fauteuil Continuum en rotin pour Pierantonio Bonacina (1963), des fauteuils en bois pour Knoll International (1964), le fauteuil Dezza pour Poltrona Frau (1966), un canapé-lit pour Arflex, le fauteuil Novedra pour C&B (1968) ou encore le tabouret Triposto pour Tecno (1968). Il invente des luminaires pour Fontana Arte, Artemide (1967), Lumi (1960), et Guzzini (1967), mais également des tissus pour JSA et un service de table pour Ceramica Franco Pozzi (1967).
Parallèlement, il présente son concept de maison adaptée (casa adatta) à l’Eurodomus 3 de Milan, en 1970, où l’habitation se concentre autour d’une pièce centrale spacieuse aux parois coulissantes, autour de laquelle gravitent les chambres et les zones de service. L'encombrement du mobilier et des services est réduit au maximum. Le mobilier devient lui aussi flexible et peu encombrant pour optimiser l’espace. La chaise Gabriela (1971) à assise réduite, ainsi que la série de meubles Apta (1970) pour Walter Ponti, illustrent ce nouveau mode de vie.

Ponti poursuit ses créations de revêtements de parois et de sols dont le rendu graphique devient une œuvre d’art en soi. Des motifs de feuillage sont développés sur des carrelages pour Ceramica D’Agostino. Avec ce fabricant, il produit aussi un sol à décor géométrique et coloré pour habiller les sols du siège du journal Salzburger Nachrichten à Salzbourg en 1976. Un procédé similaire est utilisé en 1978 pour couvrir la façade du magasin Shui Hing à Singapour. Enfin, cette même année, ses ultimes formes décoratives et poétiques, un bestiaire de feuilles d'argent pliées, sont interprétées par l'orfèvre Lino Sabattini. Gio Ponti s'éteint le 16 septembre 1979.

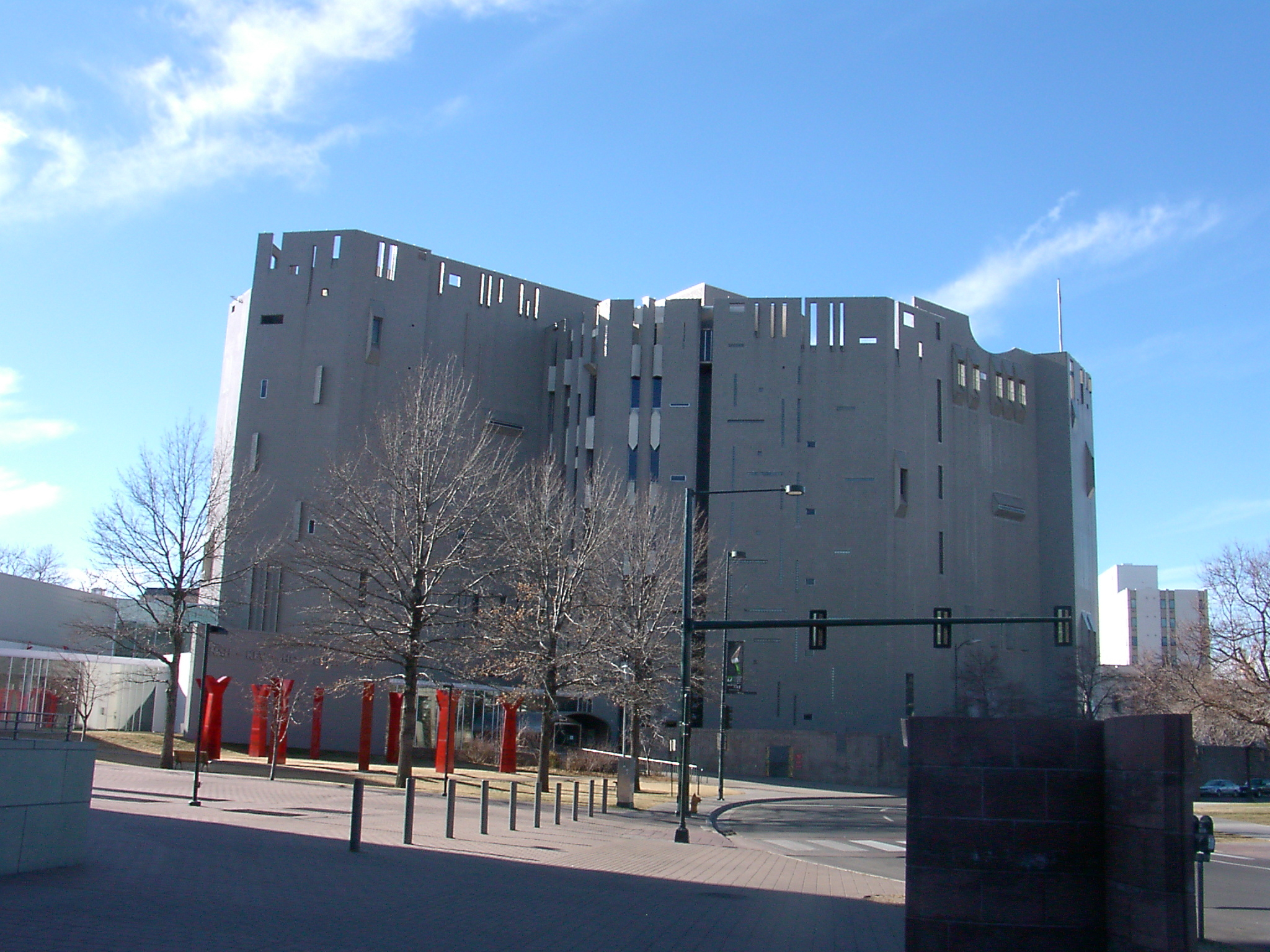
Denver Art Museum (Denver, Usa).

## Principales réalisations et projets

### Architecture et aménagement intérieur
- 1924-1926 : Immeuble de la via Randaccio, Milan, Italie
- 1926-1928 : Maison de campagne L'Ange volant, région parisienne, France
- 1928 : Immeuble Borletti, via San Vittore, Milan, Italie
- 1928-1930 : Immeuble Via Domenichino, Milan, Italie (aménagement intérieur et ameublement de l'appartement Vimercati dans cet immeuble)
- 1931 : Chapelle funéraire Borletti, Milan, Italie
- 1931-1932 : Aménagement intérieur de la Taverna Ferrario, bourse de Milan, Palazzo Mezzanotte, piazza degli affari, Milan, Italie
- 1931-1936 : Case tipiche (maisons typiques), via de Togni, Milan, Italie (1931-1934, Domus Julia; 1932-1934, Domus Fausta; 1932-1936, Domus Carola)
- 1932-1935 : École de mathématiques, cité universitaire de la Sapienza, Rome, Italie
- 1932-1936 : Chocolaterie ItalCima, via Crespi, Milan, Italie
- 1933 : Tour Littoria (aujourd'hui tour Branca), Milan, Italie
- 1933-1936 : Immeuble Rasini, bastioni di Porta Venezia, Milan, Italie
- 1933-1938 : Case tipiche (maisons typiques), via Letizia et via del Caravaggio, Milan, Italie (1933-1936, Domus Serena; 1933-1937, Domus Livia, Domus Aurelia, Domus Honoria; 1938, Domus Flavia)
- 1934 : Villas De Bartolomeis, Val Seriana, Italie
- 1934 : Aménagement de la salle "Più leggero dell'aria" ("Plus léger que l'air") à l'exposition de l'aéronautique italienne, Palzzo dell'Arte, Milan, Italie
- 1934-1935 : Domus Adele (immeuble Magnaghi e Bassanini), viale Zugna, Milan, Italie
- 1934-1940 : Faculté de lettres de l'université de Padoue, Il Liviano, piazza del Capitanato, Padoue, Italie
- 1935-1936 : Maison Laporte, via Benedetto Brin, Milan, Italie
- 1935-1936 : Aménagement intérieur et ameublement de l'Institut culturel italien, palais Lützow-Fürstenberg, Vienne, Autriche
- 1935-1937 : Hôtel Paradiso del Cevedale, Val Martello, Bolzano, Italie
- 1935-1938 : Premier immeuble Montecatini, via Turati, Milan, Italie
- 1936 : Aménagement de l'exposition universelle de la presse catholique, Vatican, Italie
- 1936-1938 : Domus Alba, via Goldoni, Milan, Italie
- 1936-1942 : Immeuble Ferrania (aujourd'hui Fiat), corso Matteotti, Milan, Italie
- 1936-1942 : Direction artistique et aménagement intérieur de l'Aula Magna, de la basilique et du rectorat du Palazzo Bo, Université de Padoue, Padoue, Italie
- 1938 : Hôtel à San Michele, Capri, Italie (projet)
- 1938 : Aménagement de la "Mostra della Vittoria", Fiera di Padova, Padoue, Italie
- 1938-1949 : bâtiment neuf de la clinique Columbus, via Michelangelo Buonarroti, Milan, Italie
- 1939 : Concours pour le Palazzo dell'Acqua e della Luce ("Palais de l'eau et de la lumière") pour l'E42, Rome, Italie (projet)
- 1939-1952 : Immeuble Piazza San Babila, Milan, Italie
- 1939-1952 : Siège de la RAI (ex-EIAR), corso Sempione, Milan, Italie
- 1947-1951 : Second immeuble Montecatini, largo Donegani, Milan, Italie
- 1949 : Aménagement intérieur des paquebots Conte Biancamano et Conte Grande pour Società di Navigazione Italia, Gênes, Italie
- 1950 : Aménagement intérieur des paquebots Andrea Doria et Giulio Cesare pour Società di Navigazione, Gruppo IRI-Finmare, Gênes, Italie
- 1950-1955 : Aménagement urbain et immeubles pour Ina, quartier Harrar-Dessiè, Milan, Italie
- 1951 : Concours pour l'aménagement intérieur des paquebots Asia et Vittoria (projet)
- 1951 : Aménagement intérieur du paquebot Oceania pour Lloyd Triestino, Trieste, Italie
- 1952 : Studio d'architecture Ponti-Fornaroli-Rosselli, via Dezza, Milan, Italie
- 1952 : Aménagement intérieur du paquebot Africa pour Lloyd Triestino, Trieste, Italie
- 1952-1958 : Institut culturel italien Fondation Carlo Maurillo Lerici, Stockholm, Suède
- 1953 : Centre italo-brésilien, Predio d'Italia, São Paulo, Brésil (projet)
- 1953 : Institut de physique nucléaire, São Paulo, Brésil (projet)
- 1953 : Villa Taglianetti, São Paulo, Brésil (projet)
- 1953-1957 : Villa Planchart, Caracas, Venezuela
- 1954-1956 : Villa Arreaza, Caracas, Venezuela
- 1955-1960 : Église San Luca Evangelista, via Vallazze, Milan, Italie
- 1956-1957 : Immeuble, via Dezza, Milan, Italie
- 1956-1960 : Tour Pirelli, piazza Duca d'Aosta, Milan, Italie
- 1956-1962 : Ministère du Développement, Bagdad, Irak
- 1957-1959 : Couvent du Carmel, Bonmoschetto, Sanremo, Italie
- 1957-1964 : Villa Nemazee, Téhéran, Iran
- 1958 : Aménagement intérieur du siège d'Alitalia, Cinquième Avenue, New York, États-Unis
- 1958-1962 : Immeuble de bureau RAS, via Santa Sofia, Milan, Italie
- 1959 : Auditorium du Time-Life Building, Sixième Avenue, New York, États-Unis
- 1960 : Hôtel Parco dei Principi, Sorrente, Italie
- 1961 : Aménagement de l'Exposition internationale du travail, Italia'61, Turin, Italie
- 1961-1963 : Façade des grands magasins Shui Hing, Nathan Road, Hong Kong
- 1961-1964 : Hôtel Parco dei Principi, via Mercadante, Rome, Italie
- 1961-1964 : Église de San Francesco al Fopponino, via Paolo Giovio, Milan, Italie
- 1962 : Hôtel Pakistan House, Islamabad, Pakistan
- 1962-1964 : Bâtiments ministériels, Islamabad, Pakistan
- 1963 : Résidence de Daniel Koo, Hong Kong
- 1964 : Scarabeo sotto una foglia (Scarabée sous une feuille), villa Anguissola, Lido di Camaiore, Massa Carrara, Italie
- 1964-1967 : Église de l'hôpital San Carlo Borromeo, via San Giusto, Milan, Italie
- 1964-1970 : Immeuble Montedoria, via Pergolesi, Milan, Italie
- 1964-1970 : Cathédrale, Tarente, Italie
- 1966 : Baldaquin pour la basilique majeure du sanctuaire d'Oropa, Biella, Italie
- 1966-1969 : Façade du grand magasin Bijenkorf, Eindhoven, Pays-Bas
- 1967-1969 : Gratte-ciel triangulaires colorés (projet)
- 1970-1972 : Denver Art Museum, Denver, Colorado, États-Unis
- 1971 : Concours pour le Plateau Beaubourg, Paris, France (projet)
- 1974 : Façade pour l'immeuble Mony Konf, Hong Kong
- 1976 : Sols en céramique pour le siège du journal Salzburger Nachtrichten, Salzbourg, Autriche
- 1977-1978 : Façade des grands magasins Shui Hing, Singapour

### Arts décoratifs et design
- 1923-1938 : Céramiques et porcelaines pour Richard-Ginori, manufactures de Doccia à Sesto Fiorentino, et San Cristoforo à Milan, Italie
- 1927 : Objets en étain et en argent pour Christofle, Paris, France
- 1927-1930 : Création de deux collections de mobilier, Il Labirinto et Domus Nova, Milan
- 1930 : Meubles et objets pour Fontana Arte, Milan. Début de la collaboration avec Fontana Arte.
- 1930-1933 : Textiles pour Vittorio Ferrari, Milan
- 1930-1936 : Couverts pour Krupp Italiana, Milan
- 1940 : Tableaux et objets en émail sur cuivre en collaboration avec Paolo De Poli, Padoue, Italie
- 1940 : Décors et costumes pour Pulcinella d'Igor Stravinsky, Teatro dell'Arte, Milan
- 1940 : Adaptation cinématographique du drame théâtral Henri IV de Luigi Pirandello (projet)
- 1940-1959 : Création de mobilier et aménagements intérieurs en collaboration avec Piero Fornasetti
- 1941-1947 : Meubles à décor émaillé en collaboration avec Paolo De Poli, Padoue, Italie
- 1944 : Décors et costumes pour le ballet Festa Romantica de Giuseppe Piccioli, la Scala, Milan
- 1945 : Mobilier pour Saffa, "La casa entro l'armadio" (la maison dans l'armoire), Milan
- 1945 : Décors et costumes pour le ballet Mondo Tondo d'Ennio Porrino, la Scala, Milan
- 1946 : Objets en papier mâché en collaboration avec Enrico et Gaetano Dal Monte, Faenza, Italie
- 1946-1950 : Objets en verre pour Venini, Murano, Venise, Italie
- 1947 : Décors et costumes pour Orphée et Eurydice de Gluck, la Scala, Milan
- 1948 : Machine à café La Cornuta pour La Pavoni, Milan
- 1949 : Machine à coudre Visetta pour Visa, Voghera, Italie
- 1950 : Meubles pour Singer & Sons, New York, États-Unis
- 1950-1960 : Textiles pour la manufacture Jsa, Busto Arsizio, Varèse, Italie
- 1951 : Présentation d'une chambre d'hôtel type pour la IXe Triennale de Milan
- 1951 : Chaise 646 Leggera pour Cassina, Meda (Italie)
- 1951 : Couverts Conca et autres objets en argent pour Krupp Italiana, Milan
- 1953 : Meubles et parois organisées pour Altamira, New York
- 1953 : Meubles pour les grands magasins Nordiska Kompaniet, Stockholm, Suède
- 1953 : Fauteuil 807 Distex pour Cassina, Meda
- 1953 : Sanitaires pour Ideal Standard, Milan
- 1953 : Carrosserie Diamante pour Carrozzeria Touring, Milan (projet)
- 1953 : Décors et costumes pour Mitridate Eupatore (quel metteur en scène ?) de Scarlatti, Milan
- 1953-1954 : Siège pliant pour Cassina-Singer, Milan, Italie, produit ensuite par Reguitti, Brescia, Italie
- 1954-1958 : Couverts Diamante pour Reed & Barton, Newport, Massachusetts, États-Unis
- 1956 : Fauteuil Round pour Cassina, Meda
- 1956 : Poignées de portes Lama, Cono et Anello pour Olivari, Borgomanero, Novare, Italie
- 1956 : Luminaires pour Arredoluce, Milan
- 1956 : Objets et animaux en cuivre émaillé en collaboration avec Paolo De Poli, Padoue, Italie
- 1956-1957 : Carrelage en pointe de diamant et en forme de galets pour Ceramica Joo, Limito (Milan)
- 1957 : Chaise 699 Superleggera pour Cassina, Meda
- 1959 : Chaise pliante pour Reguitti, Milan
- 1960 : Applique pour Lumi, Milan
- 1960-1964 : Carrelage pour Ceramica d'Agostino, Salerne, Italie
- 1963 : Fauteuil Continuum pour Pierantonio Bonacina, Lurago d'Erba, Italie
- 1964 : Siège pour Knoll International, Milan
- 1966 : Fauteuil et divans Dezza pour Poltrona Frau, Tolentino, Italie
- 1966 : Sanitaires pour Ideal Standard, Milan
- 1967 : Sculpture La Cathédrale de Los Angeles (consulat général d'Italie à Los Angeles)
- 1967 : Lampe Polsino pour Guzzini, Macerata, Italie
- 1967 : Lampe Fato pour Artemide, Milan
- 1967 : Service de table pour Ceramica Franco Pozzi, Gallarate, Italie
- 1968 : Fauteuil Novedra pour C&B Italia, Novedrate, Italie
- 1968 : Meuble Triposto pour Tecno, Varedo, Italie
- 1970 : Meubles Apta pour Walter Ponti, San Biagio, Mantoue, Italie
- 1970 : Textiles pour Jsa, Busto Arsizio, Varèse, Italie
- 1971 : Chaise Gabriela pour Walter Ponti, San Biagio, Mantoue, Italie, produite ensuite par Pallucco, Preganziol, Trévise, Italie
- 1971 : Linge de maison pour Zucchi, Milan
- 1973 : Lampes pour Reggiani, Milan
- 1973-1975 : Carrelage pour Ceramica d'Agostino, Salerne
- 1978 : Objets en feuille d'argent en collaboration avec Lino Sabattini, Bregnano, Italie

## Publications
- (it) La casa all'italiana, Milan, Domus, 1933
- (it) avec Vittorio Bini, Cifre parlanti. Ciò che dobbiamo conoscere per ricostruire il paese, Milan, Vesta, 1944
- (it) Cronache immaginarie. Il Coro, Millan, Edizioni di Uomo, 1944
- (it) L’Architettura è un cristallo, Milan, La Bodoniana, 1945
- (it) Ringrazio Iddio che le cose non vanno a modo mio, Milan, Antoniazzi Editore, 1946
- (it + en + fr) Aria d’Italia, espressione di Gio Ponti, Milan, Daria Guarnati, 1954
- (it) Amate l’Architettura, Gênes, Vitali & Ghianda, 1957 ; amate l’architettura. l’architettura è un cristallo 1957, milan, rizzoli, 2015.
- Nuvole sono Immagini, Milan, All’insegna del Pesce d’Oro - Edizioni Scheiwiller, 1967

### Ouvrages
- Sophie Bouilhet-Dumas, Dominique Forest, Salvatore Licitra (dir.), Gio Ponti, archi-designer, Paris, MAD, 2018  (ISBN 978-2-916914-75-6)
- (it + en) Germano Celant, Espressioni di Gio Ponti, Milan, Mondadori Electa, 2011, 115 p. (ISBN 978-88-370-7877-5)
- (it) Maria Antonietta Crippa et Carlo Capponi, Gio Ponti e l'architettura sacra, Milan, Silvana editoriale, 2006
- (en) Charlotte Fiell et Peter Fiell, Design of the 20th Century, Cologne, Taschen, 1999, 768 p. (ISBN 3-8228-5873-0)
- (it) Fulvio Irace, La Casa all'italiana, Milan, Mondadori Electa, 1988 (ISBN 978-88-435-2449-5)
- (it) Fulvio Irace, Gio Ponti a Stoccolma. L'Istituto italiano di cultura "C.M. Lerici", Milan, Electa, 2007, 150 p. (ISBN 978-88-370-5684-1)
- (it) Fulvio Irace, I Maestri del Design : Gio Ponti, Milan, Il Sole 24 Ore, 2011, 119 p. (ISBN 978-88-6116-142-9)
- (it) Ugo La Pietra, Gio Ponti. L'arte si innamora dell'industria, Milan, Rizzoli, 2009
- (it) Lisa Licitra Ponti, Gio Ponti. L'opera, Milan, Leonardo, 1990, 287 p. (ISBN 978-88-355-0083-4)
- (it) Loris Manna, Gio Ponti. Le Maioliche, Milan, Biblioteca di via Senato, 2000
- (it + en) Fabrizio Mautone, Gio Ponti, la committenza Fernandes, Milan, Electa, 2009 (ISBN 978-88-510-0605-1)
- (it) Lucia Miodini, Gio Ponti, gli anni trenta, Milan, Electa, 2001, 240 p. (ISBN 978-88-435-7704-0)
- (it) Luca Molinari et Cecilia Rostagni, Gio Ponti e il Corriere della Sera, 1930-1963, Milan, Fondazione Corriere della Sera, 2011, 950 p. (ISBN 978-88-96820-07-0)
- (it) Michele Porcu et Attilio Stocchi, Gio Ponti : tre ville inventate. Planchart, Arreaza, Nemazee, Milan, Abitare Segesta, 2003, 140 p. (ISBN 978-88-86116-61-9)
- (en) Perri Lee Roberts, Modern Living : Gio Ponti and the Twentieth-Century Aesthetics of Design, Athènes, Georgia Museum of Arts, 2017, 128 p. (ISBN 978-1-946657-01-5)
- Graziella Roccella (trad. de l'allemand), Gio Ponti : Maître de la légèreté, Cologne, Taschen, 2009, 96 p. (ISBN 978-3-8365-0037-1)
- (en) Marco Romanelli, Gio Ponti : a world, Londres, Design Museum avec Abitare Segesta, Milan, 2002, 156 p. (ISBN 88-86116-60-8)
- Maurizio Vitta, Il progetto della bellezza - il design fra arte e tecnica 1851-2001. Einaudi, Turin, 2001  (ISBN 9788806157487)
- S. Sermisoni, a cura di, "Gio Ponti. Cento lettere", préface de Joseph Rykwert, Rosellina Archinto Editore, Milano, 1987

### Articles
- Duccio Dogheria, "Gio Ponti illustratore", in 'Charta', n. 78, 2005.
- Arianna Roggeri "Il rapporto tra due geni del design italiano: Gio Ponti e Ambrogio Pozzi. ANAC (Associazione Nazionale Amici della Ceramica)Varese, octobre 2012.
- Daniel Sherer, “Gio Ponti: The Architectonics of Design”, catalogue essay for exhibition, Gio Ponti: A Metaphysical World, Queens Museum of Art, curated by Brian Kish, Feb 15-May 20 2001, 1-6.
- Daniel Sherer, “Gio Ponti in New York: Design, Architecture, and the Strategy of Synthesis”, in Espressioni di Gio Ponti, ed. G. Celant. Catalogue essay for the Ponti Exhibition at the Triennale di Milano, May 6 – July 24, 2011 (Milan: Electa, 2011), 35–45.

## Expositions
- « Reflets d'amitié », Milan, 2009.
- « Tutti Ponti », musée des Arts décoratifs (Paris), fin 2018 - 10 février 2019.